# Lanioturdus
Lanioturdus is een geslacht van zangvogels uit de familie Platysteiridae (lelvliegenvangers).

## Soorten
Het geslacht kent slechts één soort:
- Lanioturdus torquatus – Tapuitklauwier